# Adelson e Salvini
Pour les articles homonymes, voir Salvini.
Personnages
- Nelly, orpheline (soprano)
- Fanny, jeune vassale d'Adelson (mezzo-soprano)
- Madame Rivers, gouvernante chez Adelson (mezzo-soprano)
- Salvini, ami d'Adelson (ténor)
- Lord Adelson (baryton)
- Struley, noble proscrit (basse)
- Bonifacio, serviteur de Salvini (basse bouffe)
- Geronio, confident de Struley (basse)

Airs
- Air de Fanny « Immagine gradita » (Acte I, sc. 1, seconde version)
- Air de Nelly « Dopo l'oscuro nembo » (Acte I, sc. 8, seconde version)
- Air de Salvini « Sì, cadrò... ma estinto ancora » (Acte III, sc. 3)
- Air de Salvini « Ecco signor la sposa » (Acte II, sc. 16, seconde version)

Adelson e Salvini (Adelson et Salvini) est le premier opera semiseria en trois actes composé par Vincenzo Bellini sur un livret d'Andrea Leone Tottola. Il s'inspire du roman Épreuves du Sentiment (1772) de François-Thomas-Marie de Baculard d'Arnaud et du mélodrame éponyme de Prospère Delamare et Frédéric Blasius créé en 1803.

## Histoire de l'œuvre

### Première version

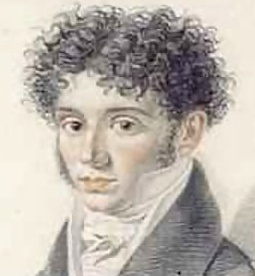
Bellini dans sa jeunesse

Vincenzo Bellini compose ce premier opéra à 23 ans comme dernier travail au conservatoire San Sebastiano de Naples. Le Conservatoire a pour coutume de présenter une œuvre dramatique de ses élèves prometteurs au public. L'opéra de Bellini, composé dans le genre de l'opera semiseria, est joué pour la première fois au petit théâtre du Conservatoire entre la mi-janvier et la mi-mars 1825, selon Weinstock, et le 12 février 1825, selon David Kimbell. Weinstock explique l'incertitude de la date par le décès de plusieurs personnalités (dont le roi Ferdinand 1er), qui a entraîné la suspension de tous les spectacles publics durant les périodes de deuil.
C'est le seul opéra où le compositeur recourt au récitatif sec. La partition ne fait pas ressortir tout l'humour du mélodrame français, mais l'œuvre est si prisée par le public estudiantin du Conservatoire qu'elle est interprétée tous les dimanches durant un an. Elle connaît assez de succès pour entraîner une commande de la cour après avoir éveillé l'intérêt de l'imprésario Domenico Barbaja du Teatro San Carlo. Barbaja lance la carrière de Bellini en lui commandant en 1826 sa prochaine œuvre, Bianca e Gernando, qui est renommée Bianca e Fernando deux ans plus tard. 

### Seconde version
Les années suivantes, le compositeur procède à une profonde refonte de la partition : il ramène le nombre d'actes de trois à deux, remplace les dialogues parlés en récitatifs et fait traduire les répliques de Bonifacio, le personnage bouffe, du napolitain en italien. La nouvelle version, terminée en 1828 et destinée au Teatro del Fondo de Naples, ne fut jamais représentée, mais fut publiée par Ricordi sous forme de réduction pour chant et piano. 
Bien qu'on y sente l'influence de la musique de Gioacchino Rossini, cette œuvre de jeunesse présente en partie le style mélodieux caractéristique et la ligne vocale délicate des œuvres de la maturité de Bellini. À son habitude, le compositeur va réutiliser de la musique de cet opéra dans des œuvres postérieures, notamment la romance « Dopo l'oscura nembo » de Nelly à l'acte 1, qui est devenue l'air « O quante volte » de Giulietta dans I Capuleti e i Montecchi.
La seconde version d'Adelson e Salvini ne fait l'objet d'une production professionnelle que plus de cent ans plus tard, le 6 novembre 1985, au Teatro Metropolitan de Catane. L'œuvre est représentée en 1992 au Teatro Massimo Vincenzo Bellini de Catane dans l'édition établie par le musicologue catalan Domenico De Meo.

## Argument
Lieu : Irlande
Époque : XVIIe siècle,
Lord Adelson, qui est en voyage, héberge dans son château sa jeune fiancée orpheline, Nelly, et son ami Salvini, peintre italien qui est secrètement amoureux d'elle et est secrètement aimé par Fanny, jeune Irlandaise à qui il donne des leçons de peinture. Le colonel Struley, oncle de Nelly qui a été proscrit avec sa famille il y a plusieurs années par le père d'Adelson, a fait engager Geronio comme domestique au château pour tenter une seconde fois d'enlever sa nièce afin de se venger de la famille Adelson.

### Acte I

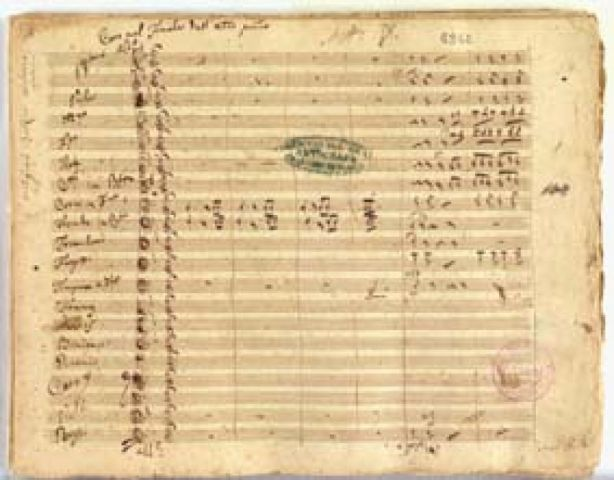
Partition dAdelson e Salvini.

Déchiré entre son amour de Nelly et son amitié pour Adelson, Salvini songe au suicide, alors que son serviteur napolitain, Bonifacio Beccheria, tente de le réconforter par des raisonnements bizarres. Salvini est préoccupé, entre autres, par un problème de conscience : il retient depuis dix jours une lettre qu'Adelson lui a adressée pour qu'il la remette à Nelly. Quand Nelly le voit avec cette lettre à la main et lui demande en signe de confiance de lui en donner lecture, Salvini invente une mauvaise nouvelle : par la volonté de son oncle, Adelson est contraint de rompre ses fiançailles avec elle et d'épouser la fille d'un duc. Nelly s'évanouit, Salvini en profite pour l'embrasser, et elle le fuit après avoir repris conscience et entendu sa déclaration d'amour. 
Adelson revient au château, accueilli avec des cris d'allégresse, mais est surpris de ne pas voir son ami peintre dans la foule.

### Acte II
Tout est prêt pour le mariage d'Adelson et de Nelly, mais l'absence du peintre préoccupe le châtelain. Adelson finit par trouver Salvini sur le point de se tuer et l'arrête. Croyant que ce geste est dicté par un amour malheureux et que Fanny est l'objet de cet amour, il s'engage à tout sacrifier pour rendre son ami heureux. Salvini le remercie de tout son cœur, croyant qu'Adelson lui cède la main de Nelly.
Resté seul, Salvini est approché par Struley, qui entend profiter de la passion du peintre pour Nelly pour exécuter son plan criminel. Le proscrit le trompe en lui disant qu'Adelson est déjà marié en secret à Milady Artur et que les fiançailles et le mariage avec Nelly ne sont que duperie d'un adroit séducteur.
Struley fait incendier une maison basse (casa bassa) située au fond du parc du château afin que tous accourent sur les lieux du sinistre et que ses hommes puissent enlever Nelly. Après avoir rapporté la prétendue duperie à la jeune fille, Salvini, d'abord complice du colonel et de Geronio pour la soustraire à Adelson, se range du côté de Nelly lorsqu'elle invoque sa protection et qu'il constate que seule la vengeance motive Struley. Après avoir été retenu par Geronio, il part à la poursuite des ravisseurs.
L'incendie est maîtrisé, mais on entend au loin un coup de feu.

### Acte III (première version)
Adelson, qui tient séance en sa qualité de juge de canton et qui finit par comprendre que Salvini est amoureux de Nelly en interrogeant Bonifacio, fait comparaître le peintre. Ce dernier raconte qu'il a tué Nelly en voulant poignarder l'oncle. Il veut mourir, mais Adelson se venge de son amitié infidèle en l'obligeant à voir d'abord le cadavre de Nelly. Salvini se rend compte alors que Nelly n'a pas été blessée. Les fiancés se préparent à se marier, et le peintre fait taire ses sentiments.

### Fin de l'acte II (seconde version)
Bonifacio raconte que Salvini a tué Geronio, a été blessé par Struley, mais a réussi à sauver Nelly. Salvini la remet entre les mains de son ami. La raison l'ayant emporté sur l'amour, il a décidé de partir à Rome pour y rester un an avant de revenir épouser Fanny.

## Enregistrements
| Année | Distribution (Salvini, Nelly, Adelson, Fanny)                    | Chef d'orchestre, maison d'opéra et orchestre | Maison de disques                                                 |
| ----- | ---------------------------------------------------------------- | --- | ----------------------------------------------------------------- |
| 1985  | Bengt Gustavson, Carina Morling, Thomas Lander, Ingrid Tobiasson | Anders-Per Jonnson, Orchestre de l'Opéra de Stockholm et chœur de chambre de Stockholm Enregistrement sur le vif                                                    | Trois disques longue durée : Bongiovanni Cat : GB 2034–2036       |
| 1992  | Bradley Williams, Alicia Nafé, Fabio Previati, Lucia Rizzi       | Andrea Licata, Orchestre et chœur du Teatro Massimo Vincenzo Bellini, Catane Enregistrements audio et vidéo d'une ou plusieurs représentations de novembre à Catane | CD : Nuova Era Cat : 7154-55 DVD : Maison d'opéra Cat : DVDCC 109 |